# Cudotwórca (film 1998)
Cudotwórca (oryg. Holy Man) – amerykański film komediowy z 1998 roku.

## Fabuła
Ricky Hayman pracuje w zarządzie stacji telewizyjnej GBSN, która zajmuje się reklamowaniem i sprzedażą towarów. Jednak stacja telewizyjna zaczyna mieć coraz słabsze notowania, a nowy szef, John McBainbridge, żąda natychmiastowego uzdrowienia sytuacji. Ricky dostaje do pomocy specjalistkę od marketingu, Kate Newell. Szef daje mu do zrozumienia, że jeśli nie znajdzie sposobu na poprawę oglądalności, może stracić pracę. Pewnego dnia, podczas powrotu z pracy, Ricky spotyka tajemniczego „G” – bezdomnego buddyjskiego kaznodzieję. Ricky wpada wówczas na ryzykowny pomysł by zaproponować charyzmatycznemu guru prowadzenie własnego programu telewizyjnego. Oglądalność stacji zaczyna gwałtownie wzrastać.

## Obsada
- Eddie Murphy – G
- Jeff Goldblum – Ricky Hayman
- Kelly Preston – Kate Newell
- Kim Alexis – Amber
- Jon Cryer – Barry
- Eric McCormack – Scott Hawkes
- Robert Loggia – John McBainbridge